# Горки (Опольевское сельское поселение)
Го́рки (фин. Gorka) — деревня в Опольевском сельском поселении Кингисеппского района Ленинградской области.

## История
Впервые упоминается в Писцовой книге Водской пятины 1500 года как деревня Горка в Опольском Воздвиженском погосте в Чюди Ямского уезда.
На карте Ингерманландии А. И. Бергенгейма, составленной по шведским материалам 1676 года, обозначена как деревня Gärka.
Как деревня Горка она упомянута на «Географическом чертеже Ижорской земли» Адриана Шонбека 1705 года.
Деревня Горка обозначена на карте Ингерманландии А. Ростовцева 1727 года.
Как деревня Горки упоминается на карте Санкт-Петербургской губернии Я. Ф. Шмидта 1770 года.
На карте Санкт-Петербургской губернии Ф. Ф. Шуберта 1834 года обозначена как деревня Горки.

ГОРКИ — деревня принадлежит графам Шуваловым, число жителей по ревизии: 33 м. п., 35 ж. п. (1838 год)

В пояснительном тексте к этнографической карте Санкт-Петербургской губернии П. И. Кёппена 1849 года она записана как деревня Gorka (Горка) и указано количество её жителей на 1848 год: савакотов — 4 ж. п., русских — 67 человек.
Согласно карте профессора С. С. Куторги 1852 года деревня называлась Горки.

ГОРКА — деревня жены майора Ермакова, 10 вёрст по почтовой дороге, а остальное по просёлкам, число дворов — 13, число душ — 24 м. п. (1856 год)

ГОРКИ — деревня, число жителей по X-ой ревизии 1857 года: 24 м. п., 22 ж. п., всего 46 чел.

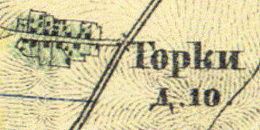
Деревня Горки на карте 1860 года

Согласно «Топографической карте частей Санкт-Петербургской и Выборгской губерний» в 1860 году деревня Горки насчитывала 10 дворов.

ГОРКА — деревня владельческая при колодцах, число дворов — 11, число жителей: 51 м. п., 65 ж. п. (1862 год)

ГОРКИ — деревня, по земской переписи 1882 года: семей — 12, в них 37 м. п., 37 ж. п., всего 74 чел.

ГОРКИ — деревня, число хозяйств по земской переписи 1899 года — 12, число жителей: 28 м. п., 24 ж. п., всего 52 чел.;
 разряд крестьян: бывшие владельческие; народность: русская — 30 чел., эстонская — 22 чел.

До середины XIX века деревня административно относилась к Ополицкой волости 2-го стана Ямбургского уезда Санкт-Петербургской губернии, затем — 1-го стана.
Согласно данным переписи населения СССР 1926 года в деревне Горка Алексеевского сельсовета Ястебинской волости Кингисеппского уезда проживали 70 человек, большинство русские, а также финны и эстонцы.

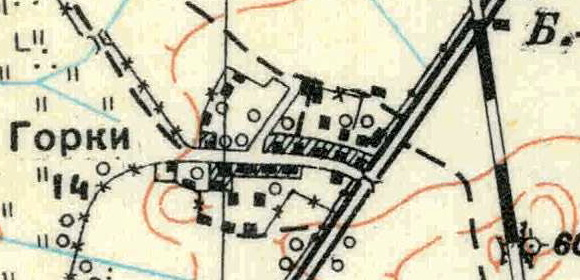
План деревни Горки. 1930 год

Согласно топографической карте 1930 года деревня насчитывала 14 дворов.
По данным 1933 года деревня Горки входила в состав Алексеевского сельсовета Кингисеппского района.
По данным 1966, 1973 и 1990 годов деревня Горки находилась в составе Опольевского сельсовета Кингисеппского района.
В 1997 году в деревне Горки проживали 8 человек, в 2002 году — 10 человек (все русские), в 2007 году — 2.

## География
Деревня расположена в восточной части района на автодороге А180 (E 20) (Санкт-Петербург — Ивангород — граница с Эстонией) «Нарва».
Расстояние до административного центра поселения — 8 км.
Расстояние до ближайшей железнодорожной станции Кёрстово — 3,5 км.

## Демография
| 1862 | 2007 | 2010 | 2017 |
| ---- | ---- | ---- | ---- |
| 116  | ↘2   | ↗56  | ↘7   |

### Национальный состав
Согласно данным Всероссийской переписи населения 2021 года в деревне проживали 15 человек, из них:
 русские — 12 человек, остальные национальность не указали.

## Улицы
Карьерная